# Prêmio Contigo! de TV de 2008
Prêmio Contigo! de TV de 2008

28 de abril de 2008
Novela:
Paraíso Tropical
Atriz:
Camila Pitanga
Ator:
Wagner Moura
Autor(a):
Gilberto Braga e Ricardo Linhares
Direção:
Dennis Carvalho e José Luiz Villamarim
Prêmio Contigo! de TV 

← 2007  ·  2009 →
O 10º Prêmio Contigo de TV foi a edição de 2008, premiando os melhores de 2007. A cerimônia ocorreu dia 28 de abril no Golden Room do Hotel Copacabana Palace, no Rio de Janeiro. O evento foi apresentado por Luiz Fernando Guimarães e Fernanda Montenegro que substituia Fernanda Torres.
O homenageado da noite foi Antonio Fagundes, que, à época, completava 45 anos de carreira. Um vídeo com os melhores momentos do ator na televisão foi exibido e ele subiu ao palco para receber um troféu especial.

## Resumo
| Programa            | Indicações | Prêmios |
| ------------------- | ---------- | ------- |
| Paraíso Tropical    | 20         | 7       |
| Duas Caras          | 20         | 3       |
| Sete Pecados        | 8          | 1       |
| Caminhos do Coração | 8          | 1       |
| Desejo Proibido     | 8          | 0       |
| Amazônia            | 3          | 0       |
| Eterna Magia        | 2          | 0       |
| Amor e Intrigas     | 1          | 0       |
| Amigas & Rivais     | 1          | 0       |

## Vencedores e indicados
| Melhor Novela | Melhor Autor |
| --- | --- |
| - Paraíso Tropical - Rede Globo - Amazônia - Rede Globo - Caminhos do Coração - RecordTV - Desejo Proibido - Rede Globo - Duas Caras - Rede Globo - Sete Pecados - Rede Globo                                                                        | - Gilberto Braga e Ricardo Linhares - Paraíso Tropical - Glória Perez - Amazônia: De Galvez a Chico Mendes - Tiago Santiago - Caminhos do Coração - Walter Negrão - Desejo Proibido - Aguinaldo Silva - Duas Caras - Walcyr Carrasco - Sete Pecados                                                                   |
| Melhor Atriz | Melhor Ator |
| - Camila Pitanga - Paraíso Tropical - Fernanda Vasconcellos - Desejo Proibido - Débora Falabella - Duas Caras - Alinne Moraes - Duas Caras - Susana Vieira - Duas Caras - Alessandra Negrini - Paraíso Tropical                                      | - Wagner Moura - Paraíso Tropical - Antônio Fagundes - Duas Caras - Lázaro Ramos - Duas Caras - Dalton Vigh - Duas Caras - Tony Ramos - Paraíso Tropical - Reynaldo Gianecchini - Sete Pecados |
| Melhor Atriz Coadjuvante | Melhor Ator Coadjuvante |
| - Marília Pêra - Duas Caras - Grazi Massafera - Desejo Proibido - Flávia Alessandra - Duas Caras - Beth Goulart - Paraíso Tropical - Vera Holtz - Paraíso Tropical - Cláudia Jimenez - Sete Pecados                                                  | - Chico Díaz - Paraíso Tropical - Cássio Scapin - Caminhos do Coração - Lima Duarte - Desejo Proibido - Marcello Antony - Paraíso Tropical - Daniel Dantas - Paraíso Tropical - Bruno Gagliasso - Paraíso Tropical |
| Melhor Atriz Revelação | Melhor Ator Revelação |
| - Juliana Alves - Duas Caras - Thaís Pacholek - Amigas e Rivais - Aninha Lima - Desejo Proibido - Júlia Mattos - Desejo Proibido - Débora Nascimento - Duas Caras - Lidiane Lisboa - Paraíso Tropical - Patrícia Werneck - Paraíso Tropical          | - Thiago Mendonça - Duas Caras - Otaviano Costa - Amor e Intrigas - Sacha Bali - Caminhos do Coração - Wilson Dos Santos - Duas Caras - Júlio Rocha - Duas Caras - Gustavo Leão - Paraíso Tropical |
| Melhor Atriz Infantil | Melhor Ator Infantil |
| - Amanda Azevedo - Sete Pecados - Juliana Xavier - Caminhos do Coração - Luana Dandara - Duas Caras - Anna Rita Cerqueira - Eterna Magia - Marina Ruy Barbosa - Sete Pecados                                                                         | - Pedro Malta - Caminhos do Coração - Cássio Ramos - Caminhos do Coração - Gabriel Sequeira - Duas Caras - Guilhermo Hundadze - Eterna Magia - Vítor Novello - Paraíso Tropical |
| Melhor Diretor | Melhor Par Romântico |
| - Dennis Carvalho e José Luiz Villamarim - Paraíso Tropical - Marcos Schechtman - Amazônia - Alexandre Avancini - Caminhos do Coração - Luís Henrique Rios e Marcos Paulo - Desejo Proibido - Wolf Maya - Duas Caras - Jorge Fernando - Sete Pecados | - Camila Pitanga e Wagner Moura - Paraíso Tropical - Débora Falabella e Lázaro Ramos - Duas Caras - Alinne Moraes e Dalton Vigh - Duas Caras - Renée de Vielmond e Rodrigo Veronese - Paraíso Tropical - Alessandra Negrini e Fábio Assunção - Paraíso Tropical - Cláudia Jimenez e Rodrigo Phavanello - Sete Pecados |

## Prêmios especiais
- Prêmio especial: Antônio Fagundes[1]
- Melhor Apresentador de Telejornal: Fátima Bernardes[1]